# Mönichkirchen
Mönichkirchen è un comune austriaco di 615 abitanti nel distretto di Neunkirchen, in Bassa Austria; ha lo status di comune mercato (Marktgemeinde).